# Estudi General de Barcelona
L'Estudi General de Barcelona (Studi General de Barcelona) és el centre d'educació superior de la ciutat de Barcelona fundat en 1450, però en actiu només entre 1450 i 1558, quan es converteix en Universitat de l'Estudi General de Barcelona.

## Història
L'Estudi General de Barcelona és el centre d'educació superior de Barcelona que estigué en actiu entre 1450 i 1558. És successor de l'Estudi General de Medicina i Arts i és un dels antecedents de la Universitat de Barcelona.
Els consellers, en sessió del dia 21 d'abril de 1450 on “se tracta en Consell de fer Studi general en Barcelona”, decideixen que serà molt convenient per Barcelona tenir un Estudi General, proposta llargament defensada pels reis catalans que els consellers sempre han desestimat per afavorir el control municipal sobre els estudis superiors enfront del poder reial. Un dels objectius és revitalitzar econòmicament la ciutat.
El mes de juny de 1450, la ciutat de Barcelona nomena dos ambaixadors per anar a veure el Rei i demanar-li privilegi per establir un Estudi General a Barcelona. Arriben a Nàpols el dia 3 de juliol. El rei Alfons, el Magnànim, concedeix la possibilitat de crear l'Estudi General de Barcelona, quan el Consell ho cregués oportú, deixant-li total llibertat d'organització a la ciutat.
Se signa el privilegi d'Alfons el Magnànim el dia 3 de setembre de 1450 i el mes d'octubre obtenen la butlla de Nicolau V per la qual es crea a Barcelona un Estudi General amb càtedres de: teologia, dret canònic, dret civil, filosofia moral i natural, les set arts, medicina i alguna altra ciència. La guerra civil catalana, però, impedeix la total instal·lació. El poder municipal afeblit acaba admetent la instal·lació dels estudis.
L'Estudi General està insignit de tota mena de privilegis, d'exempcions, de dignitats, d'indults, d'indulgències, etc. És la tercera universitat instal·lada a Catalunya. Lleida es pronuncia en contra de l'establiment de l'Estudi General a Barcelona, oposant-se especialment als estudis de dret civil i canònic, perquè la pot perjudicar notablement, amb una minva considerable d'estudiants.

## Els rectors
El càrrec de Rector de l'Estudi general de Barcelona tenia el mandat d'un any. Els rectors podien ser reelegits per al càrrec, però no consecutivament, sinó amb un període rectoral mínim de descans. Alguns rectors de la Universitat de l'Estudi General tingueren gran projecció universitària, professional i social.
- 1532 Cristòfor Castellví
- 1533-1535 Antoni Prunera
- 1535-1536 Cristòfor Castellví
- 1536-1537 Cosme Amiguet
- 1537-1538 Llorenç Benet
- 1538-1539 Francesc Osset
- 1539-1540 Cosme Mestre
- 1540-1541 Guerau Boquet
- 1541-1542 Llorenç Benet
- 1542-1543 Cosme Mestre
- 1543-1544 Bartomeu Alcalís
- 1544-1545 Antoni Prunera
- 1545 Francesc Calça
- 1545-1546 Francesc Osset
- 1546-1548 Guillem Francesc Comes
- 1548-1549 Cosme Damià Hortolà
- 1549-1550 Bartomeu Alcalís
- 1550-1551 Cosme Amiguet
- 1551-1552 Joan Bofill
- 1552-1553 Llorenç Llagostera
- 1553-1554 Galcerà Grimosachs
- 1554-1555 Francesc Osset
- 1555-1556 Llorenç Llagostera
- 1556-1557 Francesc Castelló
- 1557-1558 Claudi Mas